# Song at Midnight
Song at Midnight (xinès simplificat:夜半歌声; xinès tradicional: 夜半歌聲; pinyin: Yèbàn gēshēng). També traduïda a l'anglès com Midnight Song, Singing at Midnight o literalment Midnight Voice. Pel·lícula musical de terror xinesa del 1937, d'una durada de 118 minuts. Produïda per Xinhua, escrita i dirigida per Ma-xu Weibang amb música de Xia Xinghai. Protagonitzada entre altres per Jin Shan en el paper del primer protagonista masculí Son Damping, Gu Menghe, Hu Ping en el paper  de la primera protagonista femenina Li Xiaoxia .i Zhou Wenzhu. La revista Asia Weekly del desembre de 1999 la va situar entre les 100 millors pel·lícules xineses del segle xx.

## Estil i realització
Sovint coneguda com la primera pel·lícula de terror xinesa, o com el primer musical de terror. S'ha definit al director Ma-xu Weibang com un realitzador singular, fascinat per la deformitat física i moral i obsessionat pels personatges ambigus  i mestre del melodrama fulletonesc.
La pel·lícula va néixer com una adaptació de la pel·lícula nord-americana del 1925 "The Phantom of the Opera" protagonitzada per Lon Chaney, dirigida per Rupert Julian  basada en la novel·la de Gastón Leroux. L'obra original explica la història d'un triangle amorós, i la versió americana explica la història d'un cantant d'òpera desfigurat que s'amaga al soterrani d'un teatre i actua de forma insòlita per atraure a una actriu famosa. El director Ma Xuweibang , es va inspirar en la novel·la i la versió cinematogràfica, però va adaptar el film als requisits estètics del moment i va decidir traslladar la història a la Xina, prenent com a rerefons la guerra civil després de la Revolució de 1911, i centrant-se en la lluita entre el revolucionari Song Danping i els terratinents feudals, i presentar una perspectiva social de la Xina de l'època.
El director va  fer servir música clàssica occidental per coincidir amb l'argument. Les cançons cantades per Song Danping també són un dels moments destacats. El tema principal "Midnight Song" va ser escrit per Tian Han, compost per Xi Xinghai i cantat per Sheng Jialun. També utilitza l'orquestra per generar efectes sonors que simulin efectes atmosfèrics com  la pluja,el vent i els trons.
Alguns  crítics han entès que el film inclou elements creatius innovadors que més tard estarien presents a " El fantasma de l'òpera" del 1943, produïda per Universal Pictures, dirigida per Arthur Lubin i protagonitzada per  Claude Rains amb la cara cremada per l'àcid.

## Estrena
La pel·lícula  es va estrenar el 20 de febrer de 1937, al Jincheng Grand Theatre de Shanghai, i les entrades es van esgotar durant un mes establint un rècord de vendes de pel·lícules nacionals aquell any. Després de ser projectada al Jincheng Grand Theatre durant 34 dies, es va traslladar a tres sales, Central, Southeast i Guanghua, i es va projectar fins a l'1 d'abril. També va rebre els elogis de la critica cinematogràfica del moment.

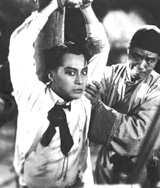
Escena de la pel·lícula

El responsable de la companyia Xinhua, Zhang Shankun, va planificar una campanya promocional utilitzant mètodes publicitaris insolits en aquells moment a la Xina; entre altres accions va penjar unes lones de grans dimensions amb la imatge d'un gegant semblant un dimoni amb la roba negra del seu cos revolotejant  al vent i al costat una dona vella sostenint una espelma. Segons un informe de "Dian Sheng" del 1937, el 4 de març, una noia nomenada Qiu, es va espantar tant que després de veure la imatge a la cartellera va començar a tenir febre després de tornar a casa i va morir al cap de pocs dies. Això va donar lloc a la dita que "el cartell de La cançó de mitjanit fa por de mort". Molta gent va creure que aquest incident va ser la raó per la qual el teatre va emetre un avís que prohibint  als nens veure la pel·lícula. De fet, el 19 de febrer de 1937, el dia abans de l'estrena de la pel·lícula, els diaris de Shanghai van publicar que la pel·lícula no era apte pels menors de sis anys.
En alguns aspectes la pel·lícula està molt occidentalitzada reflectint les seves inspiracions, amb una absència de referència al terror tradicional xinès. La pel·lícula va tenir un gran èxit en aquell moment i va aconseguir superar la censura del Govern del Guomindang. El mateix director en va rodar una seqüela el 1941.

## Argument
Una nit fosca i tempestuosa de l'any 1926, un grup d'actors itinerants —conegut com l'Angel Theatre Troupe— arriba a un teatre abandonat previst per a l'enderrocament, que la companyia ha llogat per muntar una obra. Tot i que inicialment es van intimidar per la naturalesa horrible i descuidada de l'edifici, els actors es van posar a assajar per al seu espectacle. Una nit, el protagonista de l'obra, Sun Xiao'ou, té problemes amb les línies del número titular de l'obra, "Romanç del riu groc", i demana estar sol al teatre. Mentre continua assajant, una veu misteriosa i incorpòria comença a cantar les línies juntament amb Xiao'ou, ensenyant-li efectivament el paper. En preguntar amb el demacrat cuidador del teatre, Xiao'ou s'assabenta que la veu pertany a un actor famós que es pensava que havia mort: Song Danping. La veu de Danping ensenya a Xiao'ou la cançó i l'obra és un gran èxit. Després de l'espectacle, el jove Xiao'ou espera agrair a Danping la seva ajuda i segueix la seva veu fins a una habitació a dalt del teatre, on Danping s'asseu amb una bata ample i una gran caputxa. Després d'una mica d'incitació, Xiao'ou convenç a Danping perquè expliqui la seva història.
En flashbacks, Danping revela que abans del seu èxit com a actor de teatre, va ser un lluitador revolucionari a la Segona Revolució de Xina, després de la qual es va veure obligat a amagar-se i desenvolupar una nova identitat. Mentre vivia com a Danping, el revolucionari clandestí es va enamorar de Li Xiaoxia, el pare de la qual no aprovava la parella. Encoratjat pel rival de Danping, Tang Jun, Danping va ser torturat i finalment atacat amb àcid pels còmplices de Tang. Tot i que va sobreviure a l'atac, Danping va quedar horriblement desfigurat per les cremades amb àcid i es va sentir massa avergonyit per mostrar-se a Xiaoxia. En lloc d'enfrontar-se a ella, Danping va fomentar el rumor de la seva mort, que al seu torn va portar a Xiaoxia al punt de la bogeria.
En l'actualitat, Danping explica que ara viu aïllat  a l'àtic del teatre, només surt a cantar cada mitjanit, reconfortant una Xiaoxia mentalment inestable amb la seva cançó. En escoltar la tràgica història de Danping, Xiao'ou accepta ajudar a consolar la angoixada Xiaoxia, l'estat de la qual millora notablement després de conèixer Xiao'ou, que es fa passar per Danping.
Com a paral·lel a la resurrecció de Danping a través de Xiao'ou als ulls de Xiaoxia, l'Angel Theatre Trouple munta una producció de l'antiga obra de Danping, Hot Blooded, amb Xiao'ou interpretant el paper principal de Danping. Ho fa amb molt d'èxit, ja que molta gent acudeix al teatre per veure l'obra. Malauradament per als protagonistes, una de les persones assistents és Tang Jun, l'antic rival de Danping i ara propietari del teatre. Li agrada la xicota de Xiao'ou, la seva companya actriu Lu Die, cosa que fa que Tang Jun abordi Die al seu vestidor. Quan Tang intenta forçar-se a Die, arriba Xiao'ou i allunya Tang d'ella. Tang apunta amb la seva pistola a Xiao'ou, però per protegir el seu xicot, Die salta davant del tret i és assassinada.
És en aquest precís moment que Danping, escoltant el tret, surt de l'amagatall per enfrontar-se finalment a Tang. La parella lluiten fins al cim de la torre mentre Xiao'ou fa tot el possible per calmar sense èxit la creixent ira del públic, els espectadors emocionats es converteixen ràpidament en una turba enfadada amb torxes. A dalt, Danping conclou la seva baralla amb Tang, mentre Danping mata el seu rival llançant-lo per una finestra. La massa posa els seus ulls en Danping, que assumeixen que és un monstre, a causa del seu aspecte horrible.
La multitud persegueix a Danping fins a una torre abandonada, mentre Xiao'ou va cap a Xiaoxia. Acorralat a l'edifici en flames, Danping salta  al riu. En aquest mateix moment, Xiaoxia recupera el seny. La pel·lícula tanca amb Xiao'ou prometent lluitar per assolir els ideals de Danping, i finalment es mostra tant a ell com a Xiaoxia junts, saludant la sortida del sol, mentre sona  de "Song at Midnight..

## Repartiment
| Actor / Actriu | Paper                          |
| -------------- | ------------------------------ |
| Jin Shan       | Song Danping (cantant d'òpera) |
| Hu Ping        | Li Xiaoxia (amant de Song)     |
| Gu Menghe      | Tang Jun (l'assassí)           |
| Shi Chao       | Sun Xiao'ou (cantant d'òpera)  |
| Xu Manli       | Lu Die (amant de Sun)          |
| Wang Weiyi     | Old Zhang (porter)             |
| Liu Shangwen   | Director de l'Òpera            |
| Zhou Wenzhu    | Infermera                      |